# 최진남
최진남(崔鎭南, 1967년~)은 대한민국의 학자이자, 교수이다.2015년에 한국갤럽학술논문상 최우수상을 수상했다.